# Charles-Auguste-Marie-Joseph de Forbin-Janson

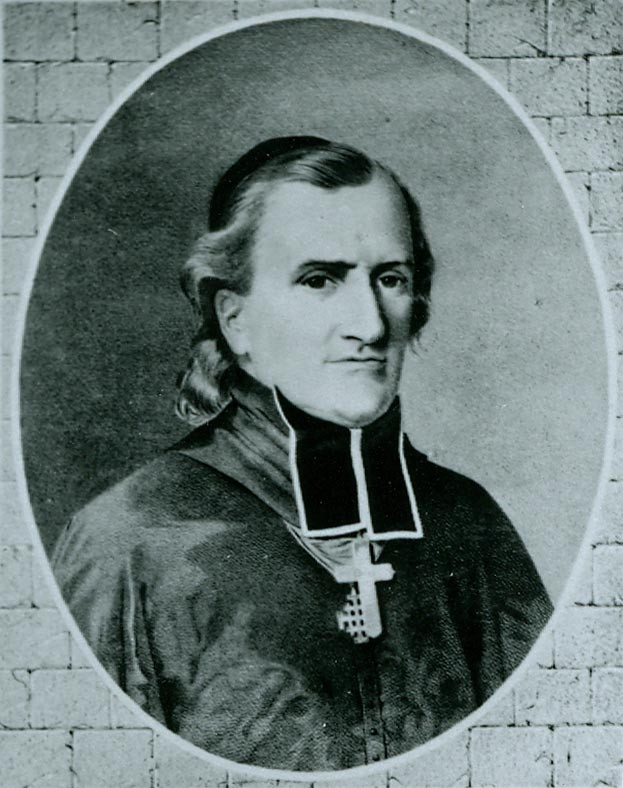
Charles-Auguste-Marie-Joseph de Forbin-Janson, Bischof von Nancy

Charles-Auguste-Marie-Joseph de Forbin-Janson (* 3. November 1785 in Paris, Frankreich; † 11. Juli 1844 in Marseille, Frankreich) war ein französischer Adeliger, Bischof von Nancy und gründete das „Werk der Heiligen Kindheit“ (heute: Päpstliches Kindermissionswerk).

## Herkunft und Familie
Er entstammte dem alten französischen Adelsgeschlecht der Grafen von Forbin, seine Eltern waren der Offizier und spätere General Michel Palamede de Forbin-Janson (1746–1832), sowie dessen Gattin Gabrielle von Gallean (1763–1834), Tochter des Reichsfürsten Karl Anton Hyacinth von Gallean (1737–1778), Obersthofmeister des pfälzischen Kurfürsten Karl Theodor. Der Großvater Karl Anton Hyacinth von Gallean starb 1778 in Mannheim und ist in der dortigen Pfarrkirche St. Sebastian beigesetzt, wo sich sein Wappenepitaph aus schwarzem Marmor erhalten hat. Durch ihn, und über seinen Tod hinaus, bestanden Verbindungen der Familie zu Kurfürst Karl-Theodor. Als 1783 Charles-Theodore Palamede de Forbin-Janson (1783–1849), der ältere Bruder von Charles-Auguste-Marie-Joseph geboren wurde, fungierte der Pfälzer Kurfürst als Taufpate. Der Junge wurde später Kammerherr von Kaiser Napoleon.
Nachdem in Frankreich die Revolution ausgebrochen war, flüchteten die Eltern 1790 mit den beiden Söhnen nach Kurpfalz-Bayern unter den Schutz des mit ihnen befreundeten Kurfürsten Karl-Theodor. Hierbei nahmen sie auch den Großvater väterlicherseits, General Joseph Palamede de Forbin-Janson mit, der sich dauerhaft in Heidelberg ansiedelte, 1809 dort starb und im damals noch katholischen Chor der Heiliggeist-Kirche bestattet wurde, wo man ihm ein Marmorepitaph widmete.

## Leben und Wirken

Wappen der Adelsfamilie de Forbin-Janson

Die Familie – außer dem Großvater – ging unter Napoleon nach Frankreich zurück. Charles-Auguste-Marie-Joseph de Forbin-Janson trat 1805 als Auditor in den Conseil d’État ein. Wegen der damaligen Gewaltmaßnahmen des Kaisers gegen die Kirche und den Papst entschloss sich Forbin-Janson dazu, den Staatsdienst zu verlassen, um Geistlicher zu werden. Ab 1808 besuchte er das Priesterseminar Saint-Sulpice zu Paris, wo er sich mit dem Seminaristen Eugen von Mazenod anfreundete. Beide waren vom Missionsgedanken begeistert; Mazenod wurde später Stifter der Oblaten der makellosen Jungfrau Maria und ist seit 1995 ein Heiliger der katholischen Kirche.
Forbin-Janson empfing am 15. Dezember 1811 in Chambéry die Priesterweihe. Danach wurde er Superior des dortigen Diözesan-Priesterseminars. 1814 fuhr er nach Rom, um Papst Pius VII. seine Missionspläne für China zu unterbreiten. Der Pontifex drängte den Adeligen zur Aufgabe des Vorhabens und bestimmte ihn dazu, an der Neu-Evangelisation Frankreichs mitzuwirken. Zurückgekehrt gründete er im päpstlichen Auftrag mit Abbé David de Rauzan die dafür vorgesehene Société des Missions de France, die ihren Hauptsitz auf dem Mont Valérien bei Paris nahm. Später nannte sich die Ordensgemeinschaft „Priester der Barmherzigkeit“.
Nahezu 10 Jahre arbeitete Charles-Auguste-Marie-Joseph de Forbin-Janson mit großem Eifer an der Neu-Missionierung seines Heimatlandes, als man ihn am 21. November 1823 zum Bischof von Nancy und Primas von Lothringen berief; die Bischofsweihe spendete ihm am 6. Juni 1824 Gustav Maximilian von Croÿ, Erzbischof von Rouen; Mitkonsekratoren waren Jean-Louis Anne Madelain Lefebvre de Cheverus, Bischof von Montauban, und Bischof Louis-Sylvestre de La Châtre, Bischof von Beauvais. Forbin-Janson war als dezidierter Anhänger von König Karl X. bekannt, weshalb Aufständische während der Julirevolution von 1830 seinen Sitz überfielen. Der Bischof befand sich gerade auf einer Firmreise, wurde jedoch von dem neuen Herrscher Louis-Philippe I. dauerhaft an der Rückkehr und der Wiederaufnahme seiner Amtstätigkeit gehindert. Zu seinem diözesanen Vertreter und Koadjutor erwählte er den späteren Kardinal François-Auguste-Ferdinand Donnet (1795–1882), dem er 1835 selbst die Bischofsweihe spendete. 1839 weihte er auch den nachmaligen Kardinal-Erzbischof von Paris, François-Nicolas-Madeleine Morlot.
Er war nun zum Oberhirten ohne Sitz geworden und reiste umher. Überall, wo er benötigt wurde, zelebrierte Forbin-Janson Gottesdienste, spendete Sakramente und hielt Exerzitien. Schließlich reifte erneut ein Missionsplan in ihm. Er hatte Einladungen französischsprachiger Geistlicher aus den USA bzw. Kanada erhalten und wollte dort als Missionsbischof wirken. Deshalb fuhr er nach Rom, wo Papst Gregor XVI. sein Vorhaben unterstützte und ihn offiziell mit der Missionsarbeit in Nordamerika betraute.
Am 18. Oktober 1839 traf Charles-Auguste-Marie-Joseph de Forbin-Janson in New York ein. Er wurde in den verschiedensten Städten tätig und besuchte im Mai 1840 das 4. Provinzialkonzil von Baltimore. Im September des Jahres ging er nach Kanada, wo er ebenfalls diverse Städte aufsuchte. In der Kathedrale von Quebec hielt er zweiwöchige Exerzitien mit täglicher Predigt, die jeweils von etwa 5000 Zuhörern besucht wurde. Auf dem Mont Saint-Hilaire ließ er 1841 ein weithin sichtbares Kreuz von 100 Fuß Höhe errichten. Am 8. Dezember des Jahres fuhr Forbin-Janson von New York aus nach Europa zurück. Im Januar 1842 kam er in Rom an. Gregor XVI. ernannte ihn wegen seiner Verdienste zum Päpstlichen Thronassistenten und verlieh ihm die Würde eines Römischen Grafen. Als früherer Anhänger Karl X. wurde er noch immer von König Luis Philippe an der Ausübung seines Bischofsamtes gehindert; eine freiwillige Resignation lehnte er ab.

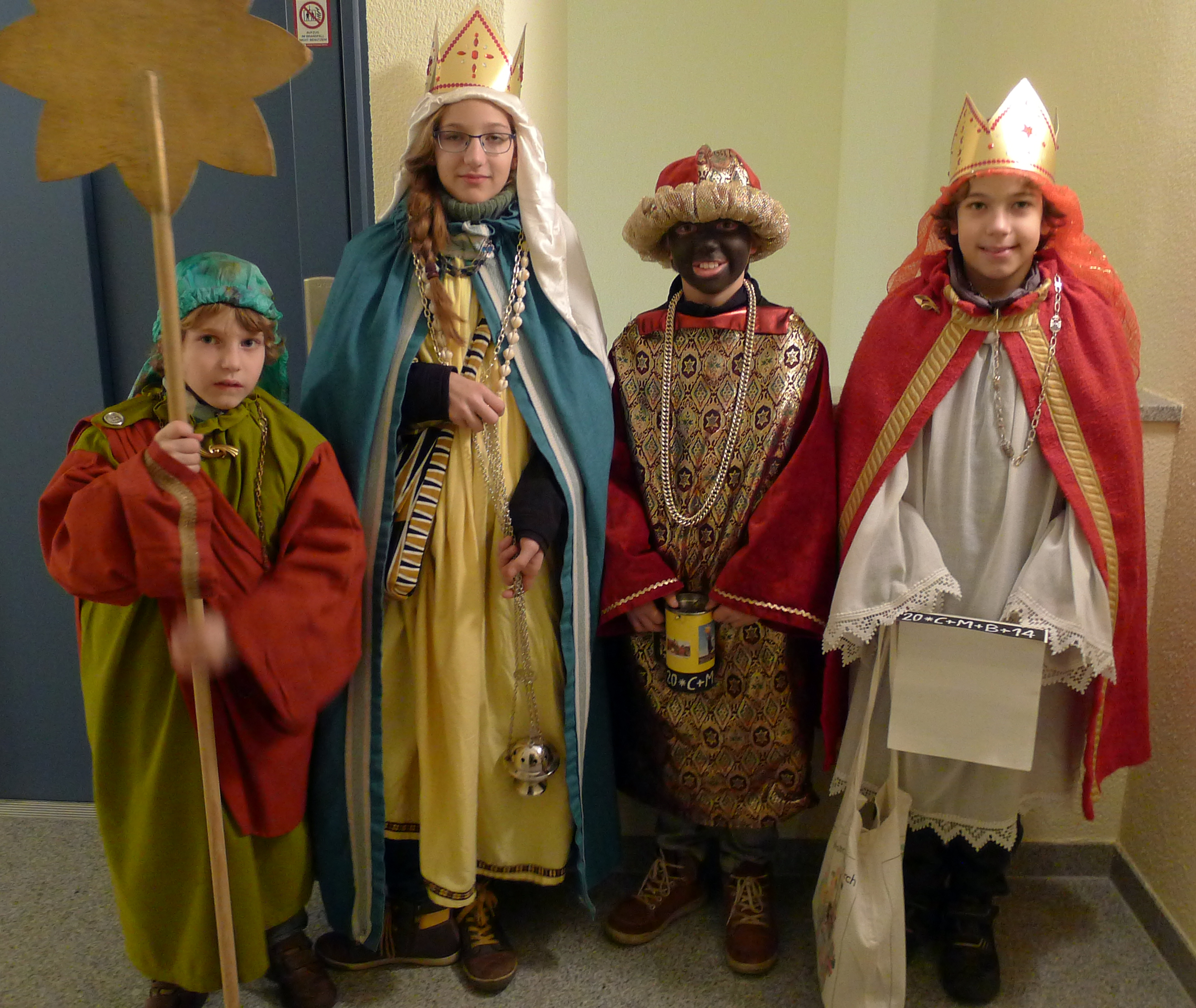
Sternsinger im Auftrag des von Bischof Forbin-Janson gegründeten Päpstlichen Kindermissionswerks

Als er von Rom zurückkehrte, fasste er den Plan, ein Missionswerk von Kindern für Kinder zu ins Leben zu rufen. Französische Kinder sollten beten und wirken zugunsten der Missionierung chinesischer Kinder. Dieses Werk wollte er dem 1822 in Lyon gegründeten „Œuvre de la Propagation de la Foi“ (Lyoner Missionsgesellschaft) angliedern, dort zeigte man aber kein Interesse daran. Deshalb gründete Charles-Auguste-Marie-Joseph de Forbin-Janson am 19. Mai 1843 eine eigenständige Institution, das „Päpstliche Werk der Heiligen Kindheit“, das sich bald über Frankreich hinaus weltweit ausbreitete und in Deutschland heute als Päpstliches Kindermissionswerk bekannt ist. In Deutschland organisiert dieses seit 1959 das alljährliche Sternsingen, bei dem Kinder und Jugendliche für Kinderhilfsprojekte in der ganzen Welt Spenden sammeln.
Ab der Gründung war Bischof Forbin-Janson damit beschäftigt, sein neues Werk in Frankreich und Belgien zu etablieren und zu konsolidieren. Dazu unternahm er wieder verschiedene Reisen, wobei er im Sommer 1844 nach Südfrankreich kam. Dort starb er plötzlich und unerwartet auf dem Schloss seines Bruders Charles-Theodore Palamede, in Les Aygalades bei Marseille. Er wurde auf dem Picpus-Friedhof in Paris bestattet. Die Société Saint-Jean-Baptiste (Verband der Franko-Kanadier) verausgabte 1944 private Wohltätigkeitsmarken mit dem Porträt des Bischofs.

## Apostolische Sukzession
Die Apostolische Sukzession von Bischof Forbin-Janson ist bis Kardinal Scipione Rebiba dokumentiert: 
- Bischof Charles-Auguste-Marie-Joseph de Forbin-Janson
- Kardinal Gustav Maximilian von Croÿ
- Erzbischof Jean-Charles de Coucy
- Kardinal Antonio Dugnani
- Kardinal Carlo Rezzonico
- Kardinal Giovanni Francesco Albani
- Clemens XIII.
- Benedikt XIV.
- Benedikt XIII.
- Kardinal Paluzzo Paluzzi Altieri degli Albertoni
- Kardinal Ulderico Carpegna
- Kardinal Luigi Caetani
- Kardinal Ludovico Ludovisi
- Erzbischof Galeazzo Sanvitale
- Kardinal Girolamo Bernerio, O.P.
- Kardinal Giulio Antonio Santorio
- Kardinal Scipione Rebiba